# Corey Stoll
Corey Stoll (født 14. marts 1976) er en amerikansk skuespiller. Han er kendt for sin rolle som Dr. Ephraim Goodweather i den amerikanske horror-tv-serie The Strain, samt hans rolle som kongresmedlem Peter Russo i House of Cards. I 2013 blev han nomineret til en Golden Globe for netop rollen som Peter Russo. Han havde en tilbagevendende rolle i NBC-dramaserien Law & Order: LA fra 2010-2011, og han spillede rollen som skurken Darren Cross i Marvel-filmen Ant-Man fra 2015.

## Filmografi
- First Man (2018)